# Liste des romans de Fantômette
Cette page liste les romans de la série pour la jeunesse Fantômette, créée par Georges Chaulet.

## Liste des romans

### Les Exploits de Fantômette
- Date de publication : 1961.
- Intrigue : le roman évoque les tentatives d'un trio d'espions d'un pays ennemi de s'emparer des inventions du professeur Potasse.

### Fantômette contre le Hibou
- Date de publication : juillet 1962.
- Intrigue : Face à la multiplication des rackets revendiquée par « Le Hibou », Françoise, Ficelle et Boulotte mènent l'enquête.

### Fantômette contre le Géant
- Date de publication : janvier 1963
- Publication : Bibliothèque rose

### Fantômette au carnaval
- Date de publication : septembre 1963.
- Publication : Bibliothèque rose.
- Intrigue : Le roman évoque l'enquête faite par Françoise, Ficelle et Boulotte face à un plan du Furet pour commettre un attentat lors du carnaval de Framboisy.

### Fantômette et l'île de la sorcière
- Date de publication : août 1964.
- Publication : Bibliothèque rose.

### Fantômette contre Fantômette
- Date de publication : 1964.
- Intrigue : On apprend que « Fantômette » aurait cambriolé Les Galeries Farfouillette, une grande surface de Framboisy, en passant par le toit : des parfums auraient été volés par la justicière, et plusieurs personnes, depuis la rue, l'ont vue sur le toit. Fantômette aurait même laissé un message annonçant qu'elle récidiverait dans les mêmes locaux très prochainement. Or Françoise sait que Fantômette n'est pour rien dans cette affaire. Aidée par Ficelle et Boulotte, elle mène son enquête...

### Pas de vacances pour Fantômette
- Date de publication : 1965
- Intrigue : Fantômette lutte contre une bande de faux-monnayeurs. Pour la première fois, elle est aidée par Œil-de-Lynx, qu'elle a contacté à la suite de la lecture par Ficelle d'un de ses articles.

### Fantômette et la Télévision
- Date de publication : 1966
- Intrigue : Fantômette tente de faire échec à une personne qui sabote le tournage d'un film, peut-être pour rechercher un mythique trésor caché dans le château où a lieu le tournage.

### Opération Fantômette
- Date de publication : 1966.
- Intrigue : Fantômette tente d'empêcher le Furet de commettre des activités délictuelles au Pays basque près de Saint-Jean-de-Luz. Mais longtemps la jeune aventurière ignore quels sont ses plans exacts et donc comment les contrecarrer.

### Les Sept Fantômettes
- Date de publication : 1967
- Intrigue : Fantômette recherche un tube contenant de l’arsenic caché dans le corps d'une « poupée Fantômette ». Le problème est que sept modèles de cette poupée ont été mis en vente et que l'on ignore dans laquelle de ces poupées a été inséré le tube. Des bandits sont aussi à la recherche des sept poupées Fantômette.

### Fantômette et la Dent du Diable
- Date de publication : 1967.
- Intrigue : En Savoie, le Furet et ses acolytes prennent en otages une classe de neige (comprenant notamment Françoise, Ficelle et Boulotte), qui ne sera libérée que contre une forte rançon.

### Fantômette et son Prince
- Date de publication : 1968.
- Intrigue : Fantômette se rend dans un petit État d'Amérique centrale afin de protéger le jeune prince de ce pays d'une tentative de coup d'État.

### Fantômette et le Brigand
- Date de publication : 1968.
- Intrigue : En Savoie et dans le Dauphiné, un malfaiteur qui se fait appeler « Mandrin » commet avec des complices des attaques contre des automobiles et des camions, dévalisant leur contenu.

### Fantômette et la Lampe merveilleuse
- Date de publication : 1969
- Intrigue : Fantômette apporte son aide à un ingénieur qui a fui précipitamment la Turbanie en proie à la guerre civile. Mais il est poursuivi par des bandits qui en veulent à une lampe à huile qu'il a rapportée avec lui.

### Fantômette chez le Roi
- Date de publication : 1970
- Intrigue : Fantômette tente de contrecarrer les plans du Furet : utiliser une machine à voyager dans le temps pour extorquer de fortes sommes d'argent à un industriel riche et naïf. Le « roi » évoqué dans le titre est le roi Louis XIV.

### Fantômette et le Trésor du pharaon
- Date de publication : 1970.
- Intrigue : Fantômette met en marche la télévision et regarde un reportage concernant un égyptologue, le Pr Pflafluff, qui dit avoir retrouvé la trace d'un trésor ayant appartenu au pharaon Ramsès IV. Le lendemain, Fantômette apprend que le savant a mystérieusement disparu…

### Fantômette et la Maison hantée
- Date de publication : 1971
- Intrigue : Les deux tantes de Ficelle sont effrayées : leur pavillon est le lieu d'apparitions nocturnes d'un fantôme. Françoise, Ficelle et Boulotte se lancent sur les traces de ce dernier. Peu après, le voleur appelé « le Furet » annonce qu'il va voler trois tableaux du célèbre peintre Popovitch…

### Fantômette à la Mer de sable
- Date de publication : Juillet 1971
- Intrigue : Le Furet, échappé de prison, souhaite dérober le diamant « Météore » appartenant à la cantatrice italienne Lucrezia Stromboli. Il ignore que Fantômette l'a entendu annoncer ses intentions à ses deux complices et qu'elle a décidé de lui mettre des bâtons dans les roues…

### Fantômette contre la Main Jaune
- Date de publication : 1971.
- Intrigue : À la suite de la séquestration d'un ingénieur, Fantômette se rend en Sardaigne pour affronter l'organisation secrète de la « Main Jaune », un groupe mafieux responsable du vol d'un important chargement d'or.

### Fantômette viendra ce soir
- Date de publication : 1972.
- Intrigue : Fantômette tente de protéger d'un vol une statuette de grande valeur.

### Fantômette dans le piège
- Date de publication : 1972
- Publication : Bibliothèque rose
- Intrigue : le Furet élabore un plan pour se venger de Fantômette.

### Fantômette et le Secret du désert
- Date de publication : 1973
- Intrigue : Une mission est confiée à Fantômette par des banquiers et assureurs qui subissent les vols, dans un pays africain ou du Proche-Orient, d'un voleur se faisant appeler Taleb Saïd.

### Fantômette et le Masque d'argent
- Date de publication : 1973
- Intrigue : Fantômette tente de comprendre comment un bandit s'y est pris pour s'emparer des secrets commerciaux d'un grand couturier et d'une spécialiste de l'émail et de la porcelaine.

### Fantômette chez les Corsaires
- Date de publication : octobre 1973
- Intrigue : Françoise, Ficelle et Boulotte font naufrage et se retrouvent seules en pleine mer. Le capitaine d'un cargo les recueille. Mais, une fois le navire arrivé sur une île des Antilles ou des Caraïbes, l’homme revend les trois jeunes filles en tant qu'esclaves au gérant d'un domaine de canne à sucre. Par deux fois, les jeunes filles assisteront aux assauts d'un navire pirate à l'encontre de navires marchands.

### Fantômette contre Charlemagne
- Date de publication : mars 1974
- Intrigue : Fantômette aide un collectionneur à retrouver un trésor datant de l'époque de Charlemagne.

### Fantômette et la Grosse Bête
- Date de publication : 1974.
- Intrigue : Dans le Limousin, à proximité du village de Saint-Plouc-les-Bœufs, un commerçant affirme avoir aperçu une bête monstrueuse ressemblant à un dragon. L'information parvient au journaliste Œil-de-Lynx qui en parle à Françoise. Œil-de-Lynx, Françoise, Ficelle et Boulotte se rendent donc à Saint-Plouc-les-Bœufs pour enquêter.

### Fantômette et le Palais sous la mer
- Date de publication : 1974
- Intrigue : Françoise, Ficelle et Boulotte en en vacances en Bretagne, où la survenue d'un mystérieux naufrage remet au goût du jour une légende locale : le dieu Neptune aurait construit son palais sous-marin dans la baie et serait à l'origine de divers naufrages de bateaux.

### Fantômette contre Diabola
- Date de publication : 1975
- Publication : Bibliothèque rose
- Illustrations :
- Nombre de pages :
- Remarque :
- Résumé : 
  - Mise en place de l'intrigue :
  - L'aventure :
  - Dénouement et révélations finales :

### Appelez Fantômette!
- Date de publication : 1975
- Publication : Bibliothèque rose
- Illustrations :
- Nombre de pages :
- Remarque :
- Résumé : 
  - Mise en place de l'intrigue :
  - L'aventure :
  - Dénouement et révélations finales :

### Olé, Fantômette!
- Date de publication : 1975
- Publication : Bibliothèque rose
- Illustrations :
- Nombre de pages :
- Remarque :
- Résumé : 
  - Mise en place de l'intrigue :
  - L'aventure :
  - Dénouement et révélations finales :

### Fantômette brise la glace
- Date de publication : 1976
- Publication : Bibliothèque rose
- Illustrations :
- Nombre de pages :
- Remarque :
- Résumé : 
  - Mise en place de l'intrigue :
  - L'aventure :
  - Dénouement et révélations finales :
- Remarque : Fantômette avait déjà rencontré le Masque d'Argent dans Fantômette et le Masque d'argent et Fantômette et la Grosse Bête, et le retrouvera ultérieurement dans Fantômette dans l'espace.

### Les Carnets de Fantômette
- Date de publication : 1976
- Remarque : L'ouvrage est formé de « quatre carnets rédigés par Fantômette » formant autant de récits distincts ; il s'ouvre par un prologue de trois pages.

### C'est quelqu'un, Fantômette!
- Date de publication : 1977.
- Intrigue : Un soir, le téléphone sonne chez Fantômette : un homme politique breton lui demande de venir enquêter pour résoudre un problème (il pense qu'il est espionné par son principal adversaire politique). La jeune fille refuse. Elle est alors enlevée par un groupe dirigé par Arthur Arthur, l'homme qui l'avait appelée peu de temps auparavant et président du F.I.LO.U. (« Front Indépendant Libre des Organisations Unies »)…

### Fantômette dans l'espace
- Date de publication : 1977.
- Intrigue : Ficelle, Françoise et Boulotte remportent le premier prix d'un concours qui consiste en un séjour gratuit en Allemagne. Arrivées dans leur lieu de villégiature en pleine Forêt-Noire, on propose aux jeunes filles de passer des tests de logique et de connaissances. Ficelle est classée première, tandis que Françoise arrive deuxième, à égalité avec un jeune homme peu sympathique : Éric. On leur explique que le but du concours puis des tests complémentaires était de sélectionner des jeunes gens capables de piloter un avion-fusée faisant des aller-retour entre la Terre et l'espace…

### Fantômette fait tout sauter
- Date de publication : 1977
- Intrigue : le Furet procède à l'enlèvement de Ficelle afin de contraindre Fantômette à commettre des méfaits pour son compte. Seul Œil de Lynx, qui connaît bien l'aventurière, refuse de penser que celle-ci est devenue une criminelle.

### Fantastique Fantômette
- Date de publication : 1978
- Publication : Bibliothèque rose
- Illustrations :
- Nombre de pages :
- Remarque :
- Résumé : 
  - Mise en place de l'intrigue :
  - L'aventure :
  - Dénouement et révélations finales :

### Fantômette et les 40 Milliards
- Date de publication : 1978
- Intrigue : le roman évoque les recherches entreprises pour retrouver une galère ayant coulé il y a plusieurs siècles, contenant dans ses cales un trésor en or représentant une valeur de 40 milliards de francs.

### L'Almanach de Fantômette
- Date de publication : 1979
- Publication : Bibliothèque rose
- Illustrations :
- Nombre de pages :
- Remarque :
- Résumé : 
  - Mise en place de l'intrigue :
  - L'aventure :
  - Dénouement et révélations finales :

### Fantômette en plein mystère
- Date de publication : 1979
- Publication : Bibliothèque rose
- Illustrations :
- Nombre de pages :
- Remarque :
- Résumé : 
  - Mise en place de l'intrigue :
  - L'aventure :
  - Dénouement et révélations finales :

### Fantômette et le Mystère de la tour
- Date de publication : août 1979
- Publication : Bibliothèque rose
- Intrigue : Fantômette enquête sur un mauvais coup préparé par le Furet et ses complices. En effet les bandits ont construit une tour démontable qui leur sert de « lieu de répétition » pour leur projet criminel.

### Fantômette et le Dragon d'or
- Date de publication : juin 1980
- Publication : Bibliothèque rose
- Intrigue : Fantômette tente de retrouver un talisman, dénommé « le Dragon d'or », volé à son propriétaire.

### Fantômette contre Satanix
- Date de publication : avril 1981
- Publication : Bibliothèque rose
- Intrigue : un homme, « Satanix », commet des attentats. Il annonce qu'il n'arrêtera ses attentats que s'il est nommé président de la République française.

### Fantômette et la couronne
- Date de publication : janvier 1982
- Publication : Bibliothèque rose
- Illustrations :
- Nombre de pages  : 155
- Remarque :
- Résumé : 
  - Mise en place de l'intrigue :
  - L'aventure :
  - Dénouement et révélations finales :

### Mission impossible pour Fantômette
- Date de publication : octobre 1982
- Publication : Bibliothèque rose
- Illustrations :
- Nombre de pages :
- Remarque :
- Résumé : 
  - Mise en place de l'intrigue :
  - L'aventure :
  - Dénouement et révélations finales :

### Fantômette en danger
- Date de publication : octobre 1983
- Publication : Bibliothèque rose
- Illustrations :
- Nombre de pages :
- Remarque :
- Résumé : 
  - Mise en place de l'intrigue : Ficelle a encore eu une drôle d'idée : se teindre ses cheveux blonds en noir. A l'école, Françoise, Ficelle et Boulotte découvrent que leur professeur de sport, M. Cross, a disparu. En rentrant chez elle, Françoise/Fantomette découvre, par le journal, qu'un deuxième sportif a disparu : il a été emmené dans une ambulance et personne ne l'a revu depuis. Peu après, la jeune fille brune reçoit un appel d'Œil de Lynx lui disant qu'il l'invite, avec Ficelle et Boulotte, à voir un match de catch...
  - L'aventure :
  - Dénouement et révélations finales :

### Fantômette et le Château mystérieux
- Date de publication : 1984
- Publication : Bibliothèque rose
- Illustrations :
- Nombre de pages :
- Remarque :
- Résumé : 
  - Mise en place de l'intrigue :
  - L'aventure :
  - Dénouement et révélations finales :

### Fantômette ouvre l'œil
- Date de publication : 1984.
- Intrigue : Lors d'un spectacle de cirque, Ficelle fait peur au singe-savant Jocko en criant trop fortement « Euréka ! ». Le singe s'enfuit et on n'arrive pas à le récupérer. Jocko s'empare d'une carte magnétique permettant le déclenchement de la force de frappe française.

### Fantômette s'envole
- Date de publication : 1985
- Publication : Bibliothèque rose
- Illustrations  :
- Nombre de pages : 157
- Remarque : dernière apparition du Masque d'argent, que Fantômette avait rencontré dans Fantômette et le Masque d'argent, Fantômette et la Grosse Bête (1974), Fantômette brise la glace (1976), dans Fantômette dans l'espace (1977).
- Résumé : 
  - Mise en place de l'intrigue :
  - L'aventure :
  - Dénouement et révélations finales :

### C'est toi Fantômette!
- Remarque : C'est toi Fantômette ! est un livre-jeu.
- Date de publication : 1987
- Publication : Bibliothèque rose
- Illustrations :
- Nombre de pages :

### Le Retour de Fantômette
- Date de publication : 2006
- Publication : Bibliothèque rose
- Illustrations : Josette Stéfani
- Nombre de pages :
- Remarque :
- Résumé : 
  - Mise en place de l'intrigue :
  - L'aventure :
  - Dénouement et révélations finales :

### Fantômette a la main verte
- Date de publication : 2007
- Intrigue : le roman évoque la lutte de Fantômette contre un ennemi du professeur Potasse qui veut lui voler une invention révolutionnaire ou du moins l'empêcher de développer ses recherches.

### Fantômette et le Magicien
- Date de publication : 2009
- Intrigue : Le récit évoque en réalité deux « magiciens » : le premier, honnête, est au centre d'une émission de télévision présentée par Œil de Lynx au sujet de Nostradamus ; le second est un bandit (Johnny Baratino) qui souhaite utiliser les « pouvoirs de prédiction », réels ou supposés, de Ficelle pour attaquer une banque. Pour cela, il se fait passer auprès de Ficelle pour un confrère magicien qui sollicite son aide.

### Fantômette amoureuse
- Le roman est inclus dans le Hors-Série « Les Secrets de Fantômette » (2011).
- Date de publication : 2011.
- Intrigue : le récit présente les personnages de la série environ 10 ou 12 ans après les aventures évoquées dans les 52 précédents romans. Ainsi Françoise est devenue une jeune femme de 22 ans et employée de banque ; Ficelle est étalagiste aux Galeries Farfouillettes ; Boulotte travaille chez un traiteur et livre des repas ; le prince d'Alpaga, jadis complice du Furet, a créé sa boutique de vente de costumes. Françoise, qui a cessé d'être Fantômette depuis plusieurs années, remet ses habits d'aventurière pour enquêter sur une tentative d'attaque à main armée de la banque dans laquelle elle travaille.